# Водонапірний режим нафтового покладу

Рис. 1. Схема жорсткого водонапірного режиму.

Водонапірний режим нафтового покладу — режим при якому нафта перебуває в однофазному стані (рв ≥ рн; розчинений газ не виділяється) витісняється до нафтових свердловин водою.

## Загальний опис
Водонапірний режим у «чистому вигляді» спостерігається тоді, коли настає рівновага (баланс) між відбором із покладу рідини (нафти, води) і припливом законтурної води в поклад. Його ще називають жорстким водонапірним режимом. Така рівновага можлива за рахунок припливу із законтурної області, або нагнітання з поверхні потрібної кількості води (рис. 1). Тиск у покладі і вибійні тиски тоді є сталими (повна компенсація відбору нагнітанням), газовий фактор стабільний (на рівні газонасиченості), обводненість продукції зростає, дебіти свердловин щодо рідини змінюються (в основному збільшуються, оскільки найчастіше в'язкість нафти є більшою в'язкості води).
Виділення цього режиму сприяє успішному і достатньо надійному проектуванню процесу видобування нафти. Порушення рівноваги між відбором рідини і надходженням води призводить до того, що починають відігравати роль енергії інших видів: у разі збільшення надходження води — енергія пружності; в разі зменшення надходження води (збільшення відбору) і зниження тиску нижче тиску насичення — енергія розширення вільного газу, який виділяється із нафти.
У природних умовах такий режим в чистому вигляді не зустрічається, проте його виділення сприяє успішному і досить надійному проектуванню процесу видобування нафти.